# Konami Wai Wai Sokoban
Konami Wai Wai Sokoban (コナミワイワイ倉庫番?) es un videojuego de ingenio estilo Sokoban para teléfonos móviles que fue publicado por Konami solamente en Japón en las plataformas i-mode y Yahoo! Keitai. Es el cuarto videojuego de la saga Konami Wai Wai y como es tradición de esta serie, reúne a los personajes de distintos videojuegos populares de Konami.

## Historia
La prestigiosa academia Nihon University ha contraído una enorme deuda con Goemon, a quien no podrá pagarle los fondos que este ninja utilizaba para ayudar a los pobres. Goemon, impulsado por su sentido de justicia, decide darle una mano a la institución y anotarse para trabajar como empleado de limpieza y usar ese empleo para buscar los tesoros escondidos en el edificio, que seguramente solucionarán todos los problemas de dinero. Goemon pronto es ayudado en esta tarea por sus amigos del Mundo Konami.

## Personajes

### Personajes Controlables
| Personaje       | Descripción                                                                          |
| --------------- | ------------------------------------------------------------------------------------ |
| Goemon          | Representante de la saga Ganbare Goemon. Es un heroico ninja ladrón.                 |
| Simon Belmont   | Representante de la saga Castlevania. Es un fuerte cazavampiros.                     |
| Vic Viper       | Representante de la saga Gradius. Es una legendaria nave espacial de combate.        |
| Nyami           | Representante de la saga Pop'n Music. Es la conductora de un programa de música pop. |
| Shiori Fujisaki | Representante de la saga Tokimeki Memorial. Es una dulce estudiante de secundaria.   |
| Tir McDohl      | Representante de la saga Suikoden. Es un joven guerrero con poderes mágicos.         |